# Felipe Ramírez

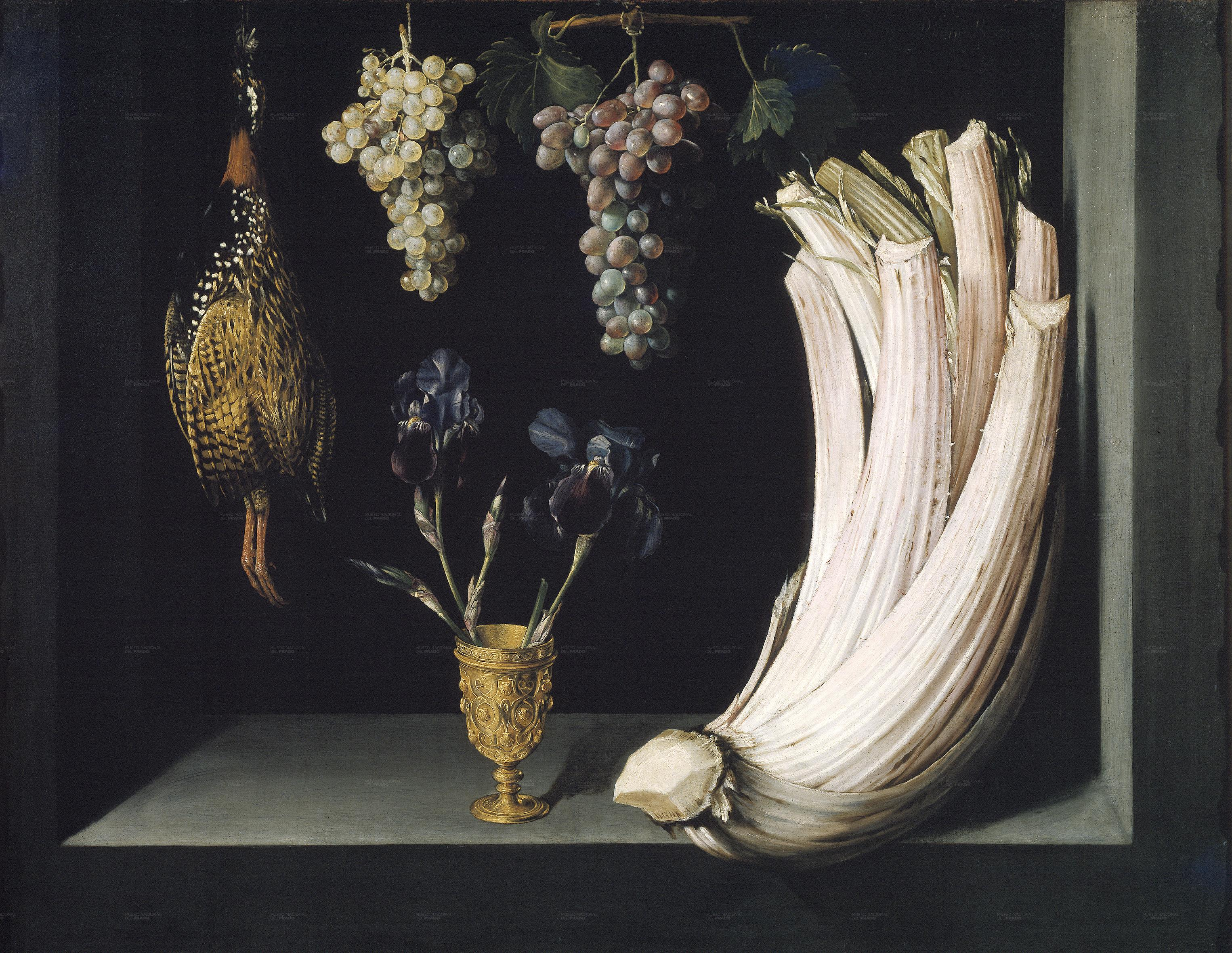
Bodegón con cardo, francolín, uvas y lirios, óleo sobre lienzo (71 x 92 cm.), Madrid, Museo del Prado.

Felipe Ramírez (activo entre 1628-1631) fue un pintor barroco español seguidor de Juan Sánchez Cotán.
Nada se sabe de la vida de este pintor, autor del excelente Bodegón con cardo, francolín, uvas y lirios del Museo del Prado, firmado y fechado en 1628, y de un Varón de Dolores, fechado en 1631, conservado en una colección privada de Bélgica, copia casi literal de un lienzo del siglo XVI de la Catedral de Toledo. Esta circunstancia, y la semejanza del único bodegón conocido con otras obras de Sánchez Cotán, hacen pensar que el pintor fuese natural de Toledo o que, al menos, tuviese allí fijada su residencia, relacionado quizá con el toledano y también pintor de bodegones Cristóbal Ramírez.
En el bodegón del Prado, para algunos autores copia de un original perdido de Sánchez Cotán, utiliza algunos elementos tomados directamente de este, como la disposición general y la figura del cardo, copia literal de los pintados por el maestro de Orgaz en algunos de sus bodegones, pero difiere de él en cuanto a la técnica, por la acentuación de la iluminación tenebrista aplicada a base de trazos ordenados del pincel, además de por la introducción de un rico jarrón dorado con violetas ausente en toda la obra conocida de Sánchez Cotán.